# Celithemis amanda
Celithemis amanda – gatunek ważki z rodziny ważkowatych (Libellulidae). Występuje na terenie Ameryki Północnej.